# 玉山話
玉山話是吳語的一种方言，屬于上麗片上山小片（舊分區法中屬處衢片龍衢小片），使用地区为江西省上饒市玉山縣，比較接近浙南吳語，可以和周邊縣市的江山、常山、廣豐的方言交談。玉山話以玉山縣冰溪鎮的語音爲標准，各地方間的玉山方言有部分的區別。玉山話有幾種腔調，大致可以分爲三種：東鄉片（下鎮、仙岩等鄉鎮），西鄉片（樟村、臨湖、下塘、懷玉山等），縣城及周邊地區（冰溪、岩瑞、六都等地），片區之間比較接近一點。